# Gran premio nacional de arquitectura
El Gran premio nacional de arquitectura (en francés: Grand prix national d'architecture) es un premio concedido por un jurado de veinte personalidades bajo la presidencia del ministerio de Cultura francés a un arquitecto instalado en Francia por el conjunto de su obra.

## Historia
Este premio fue creado en 1975 con un carácter anual. Con el paso de los años, se vio la dificultad de celebrarlo los años electorales (1988, 1995, 1997, 2002, 2007, 2012), aunque en unos pocos sí fue posible (1978, 1981, 1986, 1993). Desde 2004 es plurianual.

## Premiados
El arquitecto laureado recibe un diploma realizado por el artista Daniel Buren y una dotación económica de 10 000 euros.

| Año  | Nombre(s)                            | Movimiento                                       | Proyectos principales | Fuente |
| 1975 | Jean Willerval                       | Arquitectura moderna                             | Palacio de Justicia de Lille (1965-1968) |        |
| 1976 | Roger Taillibert                     | Concreto armado                                  | Parque de los Príncipes (1969-1972), Estadio Olímpico de Montreal (1972-1976)                                                                                     |        |
| 1977 | Paul Andreu ; Roland Simounet        | Vanguardismo ; luz natural                       | Aeropuerto de París-Charles de Gaulle (1964-1974) ; viviendas en Argelia (1952-1962) *                                                                            | - *    |
| 1978 | Jean Renaudie                        | Arquitectura brutalista                          | renovación del centro de Ivry-sur-Seine (1970-1981), renovación del centro de Givors (1974)                                                                       |        |
| 1979 | Claude Engalanen                     | Oblique                                          | Iglesia de Santa Bernadette en Nevers (1963-1966), Pabellón de Irán en la Ciudad Universitaria de París (1969)                                                    |        |
| 1980 | Paul Chemetov                        | ?                                                | operaciones a Santo-Ouen (Sena Saint-Denis) (1975, 1978, 1980 después 1983)                                                                                       |        |
| 1981 | Taller de Montrouge                  | Planeamiento urbanístico                         | Las Horas Claras a Istres (1970-1977), El Arco Guédon a Marne-la-Vallée (1973-83)                                                                                 |        |
| 1982 | Claude Vasconi                       | ?                                                | Foro de los Palcos (1975-1979) |        |
| 1983 | Enrique Ciriani                      | Arquitectura moderna                             | Alojamientos a Noisy-le-Grand (1980, 1981) y a Saint-Denis (1982)                                                                                                 |        |
| 1984 | Edmond Lay                           | Arquitectura orgánica                            | Caja de ahorros de Burdeos a Mériadeck (1977), realizaciones en Tarbes                                                                                            | [ 3 ]  |
| 1985 | Agencia Andrault y Parat             | Pirámides                                        | Centro Tolbiac de la Universidad de París I Panthéon-Sorbonne (1970-1973), AccorHotels Arena de París-Bercy (1979-1984)                                           |        |
| 1986 | Adrien Fainsilber                    | circulaciones fluidas adentro de las estructuras | Universidad París-Norte (1967-1977), Cité des sciences et de l'industrie y La Géode (1980-1986)                                                                   | [ 4 ]  |
| 1987 | Jean Nouvel                          | Efectos de luz                                   | Instituto del mundo árabe (1981-1987) |        |
| 1988 | desierto                             |                                                  | |        |
| 1989 | André Wogenscky                      | Arquitectura moderna                             | Ciudad radiante de Marsella (1945-1952) |        |
| 1990 | Francis Soler                        | Arte de uso y de comodidad                       | Centra conferencias internacionales del andén Branly (concurso en 1990 no realizado)                                                                              | [ 6 ]  |
| 1991 | Christian Hauvette                   | ?                                                | Escuela nacional superior Louis-Luz (1988) | [ 7 ]  |
| 1992 | Christian de Portzamparc             | Planeamiento urbanístico                         | Citado de la música (1984-1995) |        |
| 1993 | Dominique Perrault                   | ?                                                | Hotel Industrial Jean-Baptiste Berlier, a París (1986-1990), Biblioteca François-Mitterrand (1989-1997)                                                           |        |
| 1994 | desierto                             |                                                  | |        |
| 1995 | desierto                             |                                                  | |        |
| 1996 | Bernard Tschumi                      | ?                                                | Parque de la Villette (1982-1998) |        |
| 1997 | desierto                             |                                                  | |        |
| 1998 | Jacques Hondelatte                   | objetos mythogènes                               | centra-ciudad de Niort (1991-1992) | [ 8 ]  |
| 1999 | Massimiliano Fuksas                  | ?                                                | Casa de la Comunicación a Guyancourt (1991), Casa de los Artes a Pessac (1994-1995)                                                                               |        |
| 2000 | desierto                             |                                                  | |        |
| 2001 | desierto                             |                                                  | |        |
| 2002 | desierto                             |                                                  | |        |
| 2003 | desierto (después pasó a plurianual) |                                                  | |        |
| 2004 | Patrick Pastor (arquitecto)          | ?                                                | Parc André-Citroën (1990-1992), viaducto de los Artes (1990-1994)                                                                                                 |        |
| 2006 | Rudy Ricciotti                       | ?                                                | El Pabellón Negro (1999-2006) |        |
| 2008 | Lacaton & Vassal                     | ?                                                | UFR artes y ciencias humanas, Grenoble (1995 después 2001) |        |
| 2010 | Frédéric Borel                       | Deconstructivismo                                | 131, calle Pelleport (1995-1998), ÉNS de arquitectura de París-Val de Sena (2005-2007)                                                                            | [ 1 ]  |
| 2013 | Marc Barani                          | ?                                                | Polo multimodal del tranvía de Niza (2003-2007) |        |
| 2016 | Jean-Marc Ibos y Myrto Vitart        | ?                                                | Palais des Beaux-Arts de Lille (1991-1997) | [ 10 ] |
| 2018 | Pierre-Louis Faloci                  | ?                                                | Renovación del Museo Rodin (París), Museo de la batalla de Valmy (Marne), Centro de historia del Memorial 14-18 (Lens), iglesia Notre-Dame de la Sensatez (París) | [ 11 ] |